# Faroald I.
Faroald ali Faruald je bil prvi vojvoda Vojvodine Spoleto, katero je ustanovil v desetletju medvladja po smrti Alboinovega naslednika leta 574 or 575, * ni znano, † 591 ali 592.
Faroald je povedel Langobarde v osrednji del Apeninskega polotoka, medtem ko jih je Zoto povedel proti jugu.
Leta 579 je izropal ravensko pristanišče Classis. Pristanišče je med letoma 584 in  588 ponovno osvojil  bizantinski general Droktulf.

## Vir
- Pavel Diakon. Zgodovina Langobardov. Prevajalci: Fran Bradač, Bogo Grafenauer in Kajetan Gantar. Založba Obzorja, Maribor, 1988. COBISS.SI-ID 3950592.

| Faroald I. Rojen: ni znano Umrl: 591 ali 592 |                         |                   |
| Vladarski nazivi                             |                         |                   |
| Predhodnik: Ustanovitev                      | Vojvoda Spoleta 570–591 | Naslednik: Ariulf |